# Capinha
Capinha, aldeia antigamente chamada de Talabarda, é uma povoação portuguesa sede da Freguesia de Capinha do Município do Fundão, freguesia com 39,64 km² de área e 411 habitantes (censo de 2021), tendo, por isso, uma densidade populacional de 10,4 hab./km².

## História
No passado existira um povoado romano na região de Capinha, porém ainda é incerto o nome exato. Pensou-se que poderia ser a Talabara sobre a qual se tem notícia na epigrafia e que deu origem ao nome Talabarda, porém também se pensa que Alpedrinha seja outra opção viável.
Nesta aldeia moraram e nasceram importantes personagens da história, não só da região das Beiras como de Portugal, como o 1° Conde de Penha Garcia, que fora ministro da fazenda, e também D. Francisco Pina Ferraz, grande benfeitor e um dos homens mais ricos das Beiras. Aqui também nasceu José Pereira Castelo Branco, apelidado de "O mil diabos", e que participara em inúmeras guerras no tempo da rainha Dona Maria I. 

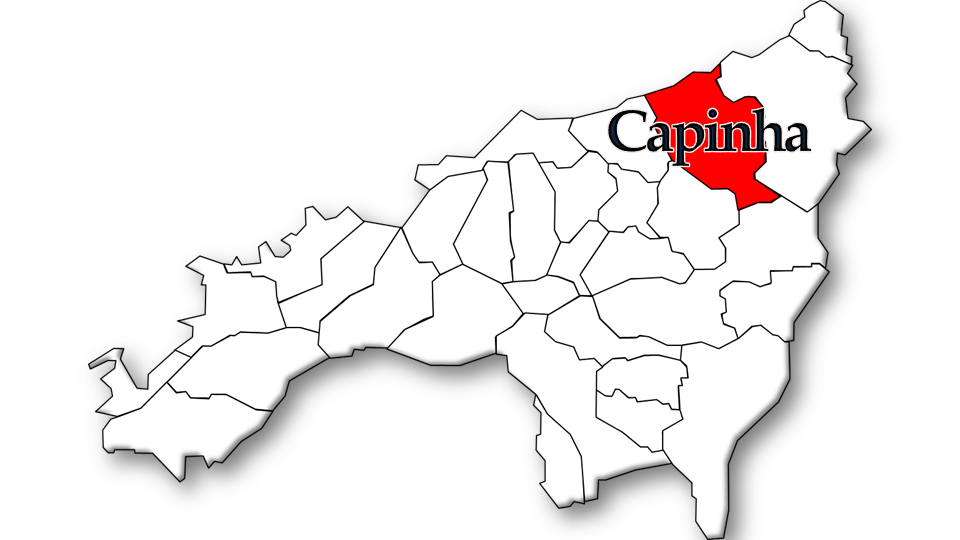
Localização da freguesia no Município do Fundão

## Demografia
A população registada nos censos foi:
| Distribuição da População por Grupos Etários | Distribuição da População por Grupos Etários | Distribuição da População por Grupos Etários | Distribuição da População por Grupos Etários | Distribuição da População por Grupos Etários |
| -------------------------------------------- | -------------------------------------------- | -------------------------------------------- | -------------------------------------------- | -------------------------------------------- |
| Ano                                          | 0-14 Anos                                    | 15-24 Anos                                   | 25-64 Anos                                   | > 65 Anos                                    |
| 2001                                         | 58                                           | 74                                           | 251                                          | 237                                          |
| 2011                                         | 46                                           | 36                                           | 240                                          | 172                                          |
| 2021                                         | 29                                           | 30                                           | 200                                          | 152                                          |

## Património
- Capelas de São Marcos, Santo António e do Divino Espírito Santo
- Casas do Vale Dourado, do Adro, de Dona Carlota (Solar da Roseira), Casa dos Pintos Castelo Branco (São João)
- Janelas manuelinas (na Rua Direita)
- Troço de calçada romana
- Vestígios castrejos de romanos
- Fontes de mergulho
- Chafariz
- Barragem de Capinha
- Castro da Covilhã Velha
- Povoado da Tapada das Argolas
- Sítio da Santinha
- Lugar do Cruzeiro
- Praia fluvial